# Rodolfo Aniceto Fernández
Rodolfo Aniceto Fernández (11 de junio de 1930 - 1 de agosto de 2004) fue un político argentino que supo desempeñarse en distintos cargos de renombre en la Provincia de Salta.

## Biografía
Nació el 11 de junio de 1930.
Durante la intervención federal de Roberto Ulloa fue interventor del municipio de Rosario de la Frontera, entre 1979-1981.
También fue Interventor del Hotel Termas de Rosario de la Frontera.
Asumió como Interventor Municipal de la Ciudad de Salta el 14 de abril de 1981 por decreto del Poder Ejecutivo y estuvo en el cargo hasta el 30 de julio de 1982. Durante su gestión se inauguró senda peatonal Alberdi y restauración de la plaza 9 de Julio.
Con la vuelta de la democracia en 1983 Rodolfo Aniceto Fernández es elegido senador provincial por el departamento Rosario de la Frontera. Renuncia para ir al ejecutivo provincial y es sustituido por el senador Mansilla.
En 1984 el gobernador Roberto Romero lo convoca al gabinete de gobierno para sustituir a Daniel Jesús Isa en la cartera de Gobierno, Justicia y Educación. Deja el cargo el 19 de noviembre de 1985 y es sustituido por Marcelo López Arias.
En 1987 vuelve al rodaje político cuando resulta elegido diputado provincial por el departamento Rosario de la Frontera y ejerce como legislador hasta el fin de su mandato en 1991. 
Murió el 1 de agosto de 2004.